# 愛国中学校・高等学校
愛国中学校・高等学校（あいこくちゅうがっこう・こうとうがっこう）は、東京都江戸川区西小岩五丁目にある私立中学校・高等学校。設置者は学校法人愛国学園。

## 設置学科
- 全日制
  - 普通科（一般教養コース・進学コース）
  - 商業科（会計コース・情報処理コース）
  - 家政科
  - 衛生看護科
- 専攻科
  - 衛生看護専攻科

## 沿革
- 1938年 - 愛国女子商業学校設立[1]。
- 1947年 - 学制改革により、新制愛国中学校設立[1]。
- 1948年 - 愛国高等学校設立[1]。
- 1957年 - 千葉県一宮町の新地海岸で水泳授業を受けていた中高生が溺れる。救助を行った教諭1人を含む3人が死亡[2]。
- 1980年 - 高等学校に衛生看護専攻科を開設[1]。
- 2001年 - 中・高新校舎が完成[1]。

## 部活動

### 文化部
かるた部、書道部、合唱部、ESS部、演劇部、茶道部、箏曲部、吹奏楽部、美術部、被服部、華道部、調理部、情報処理部、インターアクト部、放送部

### 運動部
ソフトボール部、硬式テニス部、ソフトテニス部、バレーボール部、陸上競技部、器械体操部、ダンス部、卓球部、バスケットボール部、バドミントン部、柔道部、剣道部、なぎなた部、水泳部、バトン部

## 交通
- 東日本旅客鉄道（JR東日本）総武本線「小岩駅」北口より徒歩10分[4]
- 京成本線「京成小岩駅」より徒歩5分[4]
- 北総鉄道北総線「新柴又駅」より徒歩13分[4]

## 著名な出身者
- Sachi（ファッションモデル、シューズデザイナー、女優）
- 森幸子（女優）
- 奥華子（シンガーソングライター）
- 水乃ゆり（元宝塚歌劇団星組娘役）